# Gabriel Rühle

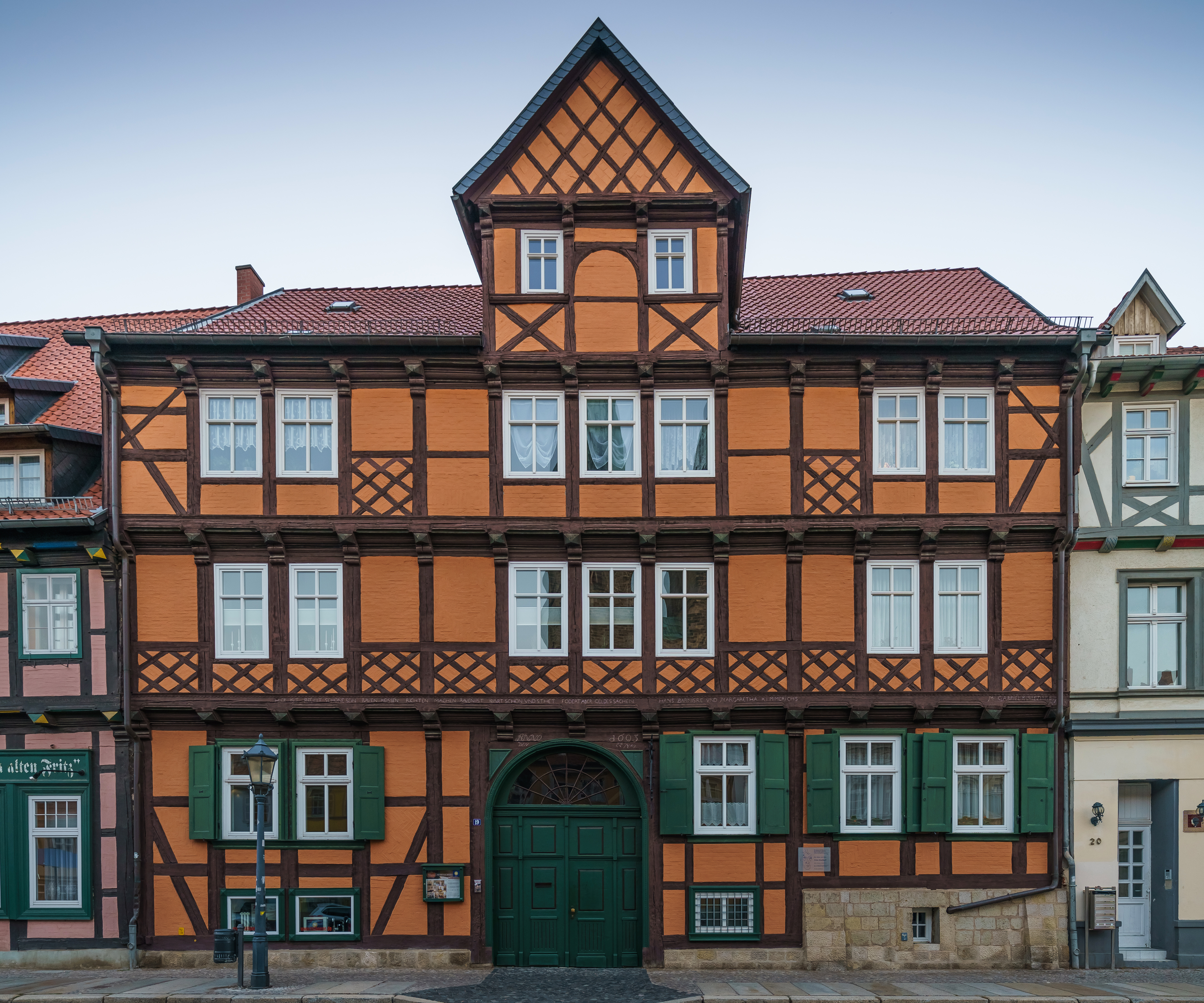
Haus Pölkenstraße 19

Gabriel Rühle (* 7. Dezember 1657 in Quedlinburg; † 1. August 1726 ebenda) war ein deutscher Zimmermeister und Architekt. Mehrere von ihm geschaffene Fachwerkhäuser stehen heute unter Denkmalschutz und gehören zum UNESCO-Weltkulturerbe.

## Leben
Gabriel Rühle wurde als vierter Sohn des Quedlinburger Zimmermeisters Heinrich Reule geboren. Zu seinen Geschwistern gehörten auch die gleichfalls als Zimmermeister bekannt gewordenen Andreas Rühle und Hans Reule. Er heiratete im Jahr 1700 Maria Elisabeth Lippe. Aus der Ehe ging zumindest der 1702 geborene Sohn Joh. Andreas hervor, der jedoch bereits 1705 im Kindesalter starb.
Vier Zimmererarbeiten in Quedlinburg werden Gabriel Rühle zugeschrieben. So das 1688 entstandene Haus Damm 16. 1691 arbeitete Rühle an einem Gebäude des Fleischhofes, 1693 errichtete er das Gebäude Pölkenstraße 19. An diesem repräsentativen mit Rautenkreuzen, Tröpfchenfries und der Fachwerkfigur der Halben Manns verzierten Haus ist die auf ihn verweisende Inschrift noch erhalten.
Im Jahr 1702 baute Rühle für den Nordturm der Sankt-Blasii-Kirche den Glockenstuhl, in dessen Rähm die Inschrift GABRIEL RUHLE ZIMMERMAN 1702 geschnitzt ist.